# Littleton (Nuevo Hampshire)
Littleton es un pueblo ubicado en el condado de Grafton en el estado estadounidense de Nuevo Hampshire. En el Censo de 2010 tenía una población de 5.928 habitantes y una densidad poblacional de 42,3 personas por km².

## Geografía
Littleton se encuentra ubicado en las coordenadas 44°20′36″N 71°47′42″O / 44.34333, -71.79500. Según la Oficina del Censo de los Estados Unidos, Littleton tiene una superficie total de 140.15 km², de la cual 129.77 km² corresponden a tierra firme y (7.41%) 10.38 km² es agua.

## Demografía
Según el censo de 2010, había 5.928 personas residiendo en Littleton. La densidad de población era de 42,3 hab./km². De los 5.928 habitantes, Littleton estaba compuesto por el 96.17% blancos, el 0.44% eran afroamericanos, el 0.29% eran amerindios, el 0.96% eran asiáticos, el 0% eran isleños del Pacífico, el 0.52% eran de otras razas y el 1.62% pertenecían a dos o más razas. Del total de la población el 1.92% eran hispanos o latinos de cualquier raza.